# Светуш
Светуш (слч. Svätuš) насељено је мјесто са административним статусом сеоске општине (слч. obec) у округу Собранце, у Кошичком крају, Словачка Република.

## Становништво
| Година:    | 1994. | 2004.    | 2014.   | 2024.    |
| ---------- | ----- | -------- | ------- | -------- |
| Број људи: | 148   | 119      | 113     | 97       |
| Разлика:   |       | -19,59 % | -5,04 % | -14,15 % |

| Година:    | 2023. | 2024.   |
| ---------- | ----- | ------- |
| Број људи: | 96    | 97      |
| Разлика:   |       | +1,04 % |

Према подацима о броју становника из 2011. године насеље је имало 113 становника.